# Midó hidrogenat hidrosilat
El midó hidrogenat hidrosilat (en anglès: Hydrogenated starch hydrolysates (HSHs) són mescles de diversos polialcohols (un tipus de subtitut del sucre). Els midons hidrogenats hidrosilats es van desenvolupar a Suècia a la dècada de 1960. La família de poliols HSHs està aprovada com ingredient alimentari al Canadà, Japó i Austràlia. HSH proporciona entre el 40 i el 90 de la dolçor del sucre sacarosa.
HSH es produeix per hidròlisi parcial del midó, sovint del midó del blat de moro, però també el midó de la patata o del blat. Això forma dextrina i d'aquesta, per hidrogenació, forma els polialcohols.
HSH és similar al sorbitol.Quan cap poliol simple domina en la mescla, es parla de "midó hidrogenat hidrosilatal", tanmateix si el 50% o més dels poliols de la mescla són d'un tipus es considera com "sorbitol syrup", o "maltitol syrup", etc.

## Salut i seguretat
De manera similar al xilitol, el midó hidrogenat hidrosilat no fermenta ràpidament pels bacteris de la boca i es fa servir per a productes sense sucre que no promouen les càries dentals.
HSH té efecte laxant quan es consumeix en grans quantitats.